# بوشيني عطري
بوشيني عطري (الاسم العلمي: Puccinia aromatica) هو نوع من الفطريات يتبع جنس البوشيني من فصيلة البوشينية.